# 波玛 (科罗拉多州)
波玛（英語：Bow Mar），是美国科罗拉多州阿拉珀霍县下属的一座城市。建市于1958年8月1日，面积大约为0.834平方英里（2.161平方公里）。根据2010年美国人口普查，该市有人口866人。2011年估计该市有人口882人，相比2010年人口增长率为1.85%。同时，论人口该市是科罗拉多州第153大城市。